# Virginie Chardin
Pour les articles homonymes, voir Chardin.
Virginie Chardin est une commissaire d’exposition indépendante et une autrice française, spécialisée dans la photographie et l’image.

## Biographie
Née à Paris, Virginie Chardin est, de 1992 à 1998, avocate au Barreau de Paris, spécialisée en droits d’auteur et droit à l’image.
De 1998 à 2000, elle est chargée de mission par la ville de Chalon-sur-Saône, pour le pôle image et le festival Le Grand Album, puis, avec François Cheval, chargée du commissariat de l’exposition « Photographies / Histoires parallèles » (2000) pour le musée Nicéphore-Niépce,,.
En 2002-2003, Virginie Chardin est coordinatrice, avec Quentin Bajac, Dominique de Font-Réaulx et Camille Morineau, d'un cycle de cours intitulé « Paris capitale de la photographie », organisé par la Ville de Paris à l’école du Louvre, et, par ailleurs, responsable des prix des Rencontres d’Arles. En 2004, elle est nommée déléguée artistique du Mois de la Photo à Paris, aux côtés d’Anne Tronche et Denis Canguilhem, sur le thème « Histoires, histoires. Du document à la fiction »,. L’année suivante, elle est la commissaire de l’exposition « Willy Ronis. À Paris », organisée par l’Hôtel de Ville de Paris qui rassemble 500 000 visiteurs, chiffre sans précédent pour ce type de manifestation à la mairie de Paris,,,. Cette exposition est ensuite présentée au Musée de la capitale à Pékin en avril 2007.
Toujours dans le cadre des Rencontres d’Arles, elle y parraine en 2005 le sculpteur et photographe argentin Leandro Berra.
En 2006, elle collabore au catalogue de l’exposition « Les Séeberger, photographes de l’élégance, 1909-1939 » qui se tient à la Bibliothèque nationale de France, après avoir écrit un essai sur cette fratrie d’artistes. En décembre 2007, elle est d’abord commissaire de l’exposition « Paris en couleurs, des frères Lumière à Martin Parr », présentée à l’Hôtel de Ville de Paris jusqu’en mars 2008, puis de l’exposition « Denis Darzacq », présentée au Pavillon Carré de Baudouin en octobre-novembre suivant,.
En février-mars 2009, Virginie Chardin programme un cycle de films, « Rien que les heures. Promenades parisiennes » au Jeu de Paume de Paris puis, avec Françoise Cachin et Françoise Reynaud, assure le commissariat de l’exposition « Bilder einer Metropole. Die Impressionnisten in Paris » présentée à Essen au Museum Folkwang d’octobre 2010 à janvier 2011. Par la suite, elle devient membre du Conseil international des musées (ICOM).
En avril 2013, elle est commissaire, avec Sylvain Amic, de l’exposition « Éblouissants reflets », présentée au musée des beaux-arts de Rouen jusqu’au 30 septembre, dans le cadre du festival Normandie Impressionniste.
En juin 2015, elle monte l’exposition « Pierre de Fenoÿl, une géographie imaginaire », avec le Jeu de Paume de Paris et la ville de Tours, au château de Tours jusqu’au 31 octobre. L’année suivante, avec les mêmes partenaires, elle organise une rétrospective autour de Sabine Weiss, exposition qui est ensuite présentée au Museum im Bellpark de Kriens, du 19 novembre 2016 au 19 mars 2017.
En 2020, elle est co-commissaire, avec Sylvain Amic, de l’exposition « Antonin Personnaz. Photographe impressionniste » qui se tient au musée des beaux-arts de Rouen du 10 juillet au 15 novembre 2020, après avoir organisé au Kiosque de Vannes l’exposition « Sabine Weiss. Une vie de photographe ».

## Publications
- Photographies-Histoires parallèles. Collection du musée Nicéphore-Niépce, Somogy / Musée Nicéphore-Niépce, 2000  (ISBN 9782850564130)
- La Photographie à Paris[18], Éditions Parigramme, 2001 ; édition remaniée en 2004  (ISBN 9782840963615)
- Paris et la Photographie, cent histoires extraordinaires, de 1839 à nos jours[19], Éditions Parigramme, préfacé par Patrick Modiano, 2003 ; nouvelle édition en 2013  (ISBN 9782840967972)
- Séeberger frères, Actes Sud, coll. « Photo-Poche » no 105, 2006  (ISBN 9782742756865)
- Paris en couleurs, de 1907 à nos jours, préface de Bertrand Delanoë, Éditions du Seuil ; nouvelle édition en 2014  (ISBN 9782020966405)
- Ernst Haas, Actes Sud, coll. « Photo-Poche » no 127, 2010  (ISBN 9782742791569)

### En collaboration ou contributions
- « La chute, variation sur le thème du saut dans le vide », in : Denis Darzacq, La Chute, Éditions Filigranes, 2007  (ISBN 9782350460925)
- (de) Bilder einer Metropole. Die Impressionnisten in Paris [contribution], catalogue préfacé par Nicolas Sarkozy et Angela Merkel, Essen, Folkwang Verlag / Steidl Verlag, 2010  (ISBN 9783869301839)
- Avec Peter Galassi et Jacques Damez, Pierre de Fenoÿl, une géographie imaginaire, Éditions Xavier Barral, 2015  (ISBN 9782365110730)
- Collectif, Sabine Weiss, Éditions de La Martinière / Jeu de Paume, 2016  (ISBN 9782732480077)
- Avec Sophie Harent et Sylvie Patry, Antonin Personnaz : photographe impressionniste, Milan, Silvana Editoriale, 2020, 96 p. (ISBN 978-88-366-4433-9)